# Flux of Pink Indians
Flux of Pink Indians, connu aussi sous le nom de Flux, est un groupe d'anarcho-punk britannique, originaire de Bishop's Stortford, dans le comté de Hertfordshire, en Angleterre. Formé en 1980, Flux joue surtout dans les années 1980.

## Biographie

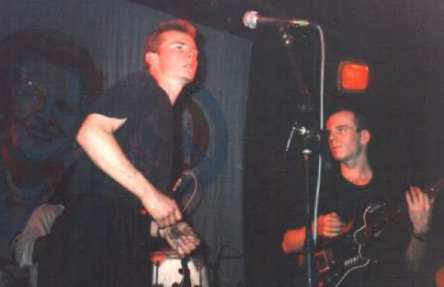
Flux jouant Uncarved Block,)à l'Université de Londres, en 1986.

Le groupe est formé à Hertfordshire, en Angleterre. À sa formation, le groupe se compose de cinq membres, Collin Later (chant), Andy Smith, Neil Puncher (guitares), Derek Birkett (basse) et Sid Ation (batterie). Les membres fondateurs font alors partie en 1980 d'un groupe appelé The Epileptics. Ils décident de changer le nom de ce groupe, qui devient Epi-X, puis Flux of Pink Indians. En 1981, le groupe signe un contrat avec le label Crass Records, puis enregistre son premier EP, intitulé Neu Smell. Les paroles des chansons de cet EP dénoncent la guerre, et annoncent les idées politiques du groupe.
Flux of Pink Indians refont surface en 1982 avec l'album Strive to Survive Causing Least Suffering Possible publié sur leur propre label, Spiderleg. L'album atteint la 79e place de l'UK Albums Chart,. En 1983, ils publient The Fucking Cunts Treat Us Like Pricks qui sera banni des marchés et saisi par la police de Manchester. Ation quitte FOPI pour se consacrer à son autre groupe Rubella Ballet, et est plus tard remplacé par Bambi, ancien membre de Discharge, tandis que Smith est remplacé par Simon Middlehurst. Cependant, les deux quittent rapidement leur groupe, The Insane. Auditionnant pour leurs replacements, Puncher part aussi, et la formation est complétée avec l'arrivée du guitariste Kev Hunter (Darlex et Epileptics) et du batteur Martin Wilson.
En 1986, le groupe raccourcit son nom en Flux et publie son troisième album Uncarved Block, produit par Adrian Sherwood, et fait participer quelques membres du label On-U Sound Records. Ils se séparent en 1987. Birkett, se basant sur ses expériences avec Spiderleg, lance le label One Little Indian Records.
En 2007, le groupe se réunit pour un simple concert avec Steve Ignorant (ancien chanteur de Crass) à sa tournée The Feeding of the 5000 au Shepherds Bush Empire en novembre. La formation Strive to Survive du groupe (Latter, Hunter and Wilson) est rejoint par le bassiste de Decadence Within, Ian Glasper, replaçant Birkett.
Le groupe et son album Uncarved Block sont cités dans l'ouvrage Taoism for Dummies, sous An Uncarved Flux of Pink Anarchy.

## Discographie
- 1982 : Strive to Survive Causing the Least Suffering Possible (Spiderleg Records ; réédité en 1987 par One Little Indian)
- 1983 : The Fucking Cunts Treat Us Like Pricks (Spiderleg Records ; réédité en 1987 par One Little Indian)
- 1986 : Uncarved Block (sous le nom de Flux ; One Little Indian Records)

### Singles et EP
- 1981 : Last Bus to Debden (EP ; Spiderleg) (sous le nom Epileptics)
- 1981 : Neu Smell (Crass Records, réédité en 1987 sous Flux)
- 1982 : 1970's E.P. (Spiderleg) (sous le nom Epileptics)
- 1984 : Taking a Liberty (Spiderleg Records)

### Compilations
- 1987 : Neu Smell / Taking a Liberty EP (One Little Indian)
- 1989 : Strive to Survive and Neu Smell (One Little Indian)
- 1989 : The Fucking Cunts Treat Us Like Pricks / Taking a Liberty (LP – One Little Indian)
- 1997 : Not So Brave (Overground Records)
- 2002 :  Live Statement (Overground Records)
- 2003 : Fits and Starts (Dr. Strange Records)